# Franziska Martienssen-Lohmann
Franziska Martienssen-Lohmann, född 6 oktober 1887, död 2 februari 1971, var en tysk sångpedagog, utbildad för Johannes Messchaert. Hon var gift med Paul Lohmann som också var sångpedagog.